# Huilkalineus inexpectatus
Huilkalineus inexpectatus är en djurart som tillhör fylumet slemmaskar, och som beskrevs av Senz 1993. Huilkalineus inexpectatus ingår i släktet Huilkalineus, klassen Anopla, fylumet slemmaskar och riket djur. Inga underarter finns listade i Catalogue of Life.